# Bipinaria

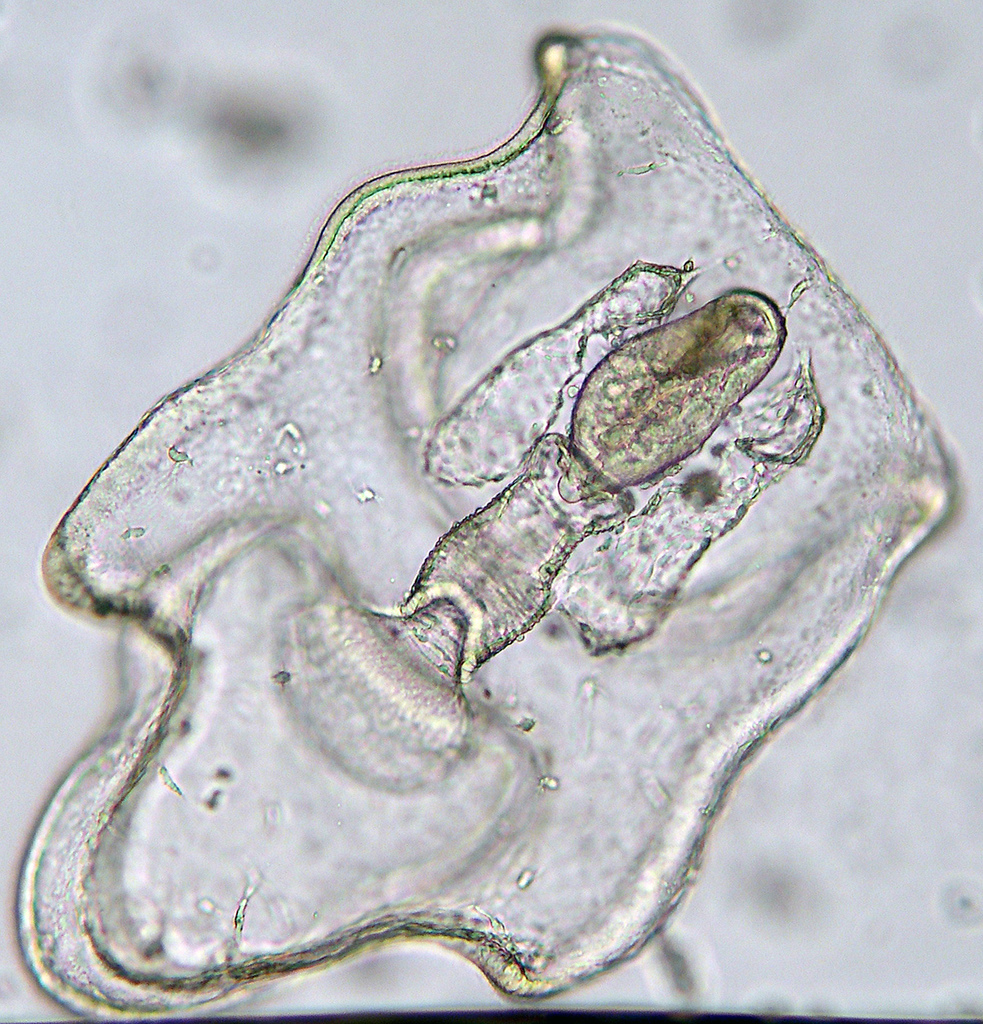
Larva bipinaria.

Una bipinaria es la primera fase del desarrollo larval de la mayor parte de las estrellas de mar, estando seguida normalmente de la fase braquiolaria. Una banda de cilios permite el movimiento y alimentación. Las estrellas de mar que crían a su descendencia normalmente carecen de fase bipinaria, con huevos que se desarrollan directamente en adultos en miniatura.
La bipinaria tiene libertad de movimiento, nadando como parte del zooplancton. Cuando se forma, inicialmente su cuerpo está cubierto de cilios, pero, cuando crece, estos se limitan a una banda que forma bucles sobre su superficie. Del cuerpo se desarrollan poco después dos pequeños brazos, a los cuales se extienden las bandas ciliadas.
Además de propulsar a la larva por el agua, los cilios también capturan partículas en suspensión, alimentando a la bipinaria al llevarlas a la boca.
Finalmente, en el extremo frontal de la larva crecen tres brazos adicionales; en este punto se convierte en una braquiolaria. En algunas especies, incluyendo la estrella de mar común Asterias, la bipinaria se convierte directamente en adulta.
Tiene un aspecto muy similar a la larva tornaria de algunos Hemicordados, reflejando el origen común de Ambulacraria.